# بورشيا (قمر)
بالإنكليزية Portia هو قمر طبيعي داخلي لأورانوس . وقد اكتشف من الصور التي التقطها فوياجر 2 في 3 كانون الثاني 1986 وحصل على اتعيين المؤقت S/1986 U 1 . اسمه مشتق من بطلة مسرحية ويليام شكسبير تاجر البندقية . يعرف أيضا بأورانوس الثاني عشر.
ينتمي بورشيا إلى مجموعة أقمار بورتشيا والتي تتكون من 27 قمرا، والتي تتضمن أيضا بيانكا وكريسيدا وديسديمونا وجولييت وروزاليند وكيوبيد وبليندا وبرديتا و لهذه الأقمار نفس الخصائص المدارية .
ويعتبر ثاني أكبر الأقمار الداخلية لأورانوس بعد بوك. يقع مداره ضمن المدار التزامني لأورانوس وبالتالي سوف يتحطم ببطء ليتحول في يوم ما إلى حلقة حول أورانوس أو يصطدم مع أورانوس.
يبلغ نصف قطره 67.6 ± 4 كم و البياض الهندسية 0.08
يظهر بورشيا ككائن ممدود في الصور الملتقطة عبر فوياجر 2 ، و يتجه محوره الرئيسي م نحو أورانوس، وسطحه رمادي اللون. و أظهرت الصور الطيفية الملتقطة بواسطة التلسكوب هابل وجود جليد الماء على سطحه.